# Laal Singh Chaddha
Laal Singh Chaddha es una película de comedia dramática india de 2022 dirigida por Advait Chandan y escrita por Atul Kulkarni. Producida por Paramount Pictures, Aamir Khan Productions y Viacom18 Studios, es una nueva versión de la película estadounidense de 1994 Forrest Gump, que a su vez es una adaptación de la novela del mismo nombre de Winston Groom .La película está protagonizada por Aamir Khan como el personaje principal junto a Kareena Kapoor, Naga Chaitanya (en su debut cinematográfico en hindi ) y Mona Singh.
La adaptación de Forrest Gump sufrió una serie de cambios durante un período de dos décadas, con Kulkarni pasando los primeros diez años adaptando el guion y otros diez años comprando los derechos de la nueva versión. Aamir Khan compró los derechos de la película a principios de 2018 con la ayuda de la productora y directora radicada en Los Ángeles Radhika Chaudhari y anunció oficialmente la película el 14 de marzo de 2019, con su título.La partitura de la película es de Tanuj Tiku, mientras que sus canciones originales están compuestas por Pritam y sus letras están escritas por Amitabh Bhattacharya . 
Laal Singh Chaddha se ha filmado en más de 100 lugares de la India.La fotografía principal comenzó en octubre de 2019 y concluyó en septiembre de 2021, luego de múltiples retrasos debido a la pandemia de COVID-19 .Inicialmente, la película estaba programada para su estreno en cines durante varias fechas en 2020-2022, pero se retrasó debido a la interrupción de la producción causada por la pandemia, y se estrenó en cines en todo el mundo el 11 de agosto de 2022, coincidiendo con Raksha Bandhan y el Día de la Independencia .Se abrió a críticas mixtas con elogios por su adaptación al nuevo entorno, la fidelidad al material original, la profundidad, la banda sonora, la partitura de fondo y la emoción, pero recibió críticas por la actuación de Khan. Contra su presupuesto de 180 millones de rupias, la película generó ingresos mundiales de menos de 90 millones de rupias en su primera semana y, por lo tanto, fue declarada una bomba de taquilla, aunque se convirtió en la película hindi más taquillera de 2022 en la taquilla internacional, ganando más que Gangubai Kathiawadi y The Kashmir Files .

## Argumento
En 2014, en un tren con destino a Hyderabad, un hombre llamado Laal Singh Chaddha cuenta la historia de su vida a extraños que se sientan a su lado mientras comen golgappas . Cuando era niño en 1977, Laal tiene un coeficiente intelectual de 75 y está equipado con aparatos ortopédicos en las piernas para corregir una columna torcida . Vive en Karoli, Punjab, con su madre, que tiene una granja y lo alienta a vivir más allá de sus discapacidades. Conoce a una chica llamada Rupa D'Souza en su primer día de escuela y los dos se vuelven mejores amigos. Un día, un grupo de matones comienza a arrojar piedras a Laal. Cuando corre para escapar de ellos, se le quitan los aparatos ortopédicos en las piernas y se da cuenta de que es un corredor rápido. El padre de Rupa es arrestado por la policía mientras golpeaba a su madre hasta matarla. Cuando muere la madre de Rupa, la envían a vivir con su abuela, que solía trabajar en la casa de Laal. Laal estaba feliz porque ahora él y Rupa siempre podrían estar juntos. Cuando estallan los disturbios contra los sij de 1984, Laal y su madre van a quedarse en casa de su tía para estar a salvo. Allí, Laal conoce a un joven Shah Rukh Khan y le enseña pasos de baile y poses que luego usaría en sus películas.
Para salvar a Laal de los alborotadores, la madre de Laal le corta el pelo largo y le quita el turbante para ocultar su identidad como sij. La madre de Laal lo envía a él y a Rupa al Hindu College en Delhi. Allí, Laal presencia el Ram Rath Yatra de LK Advani . Laal participa en atletismo y gana muchos premios, mientras que Rupa comienza a participar en concursos de modelos, ya que sueña con convertirse en modelo en Mumbai y hacerse rica. Algún tiempo después, Laal se une al ejército, donde conoce a Balaraju Bodi, también conocido como Bala, que quiere iniciar un negocio de ropa interior. Ambos deciden iniciar juntos una empresa de fabricación de ropa interior, una vez que dejen el ejército. Rupa va a Mumbai para perseguir sus sueños.
En 1999 estalla la Guerra de Kargil entre India y Pakistán. Laal y Bala estaban en el mismo batallón. Rupa le había dicho a Laal que comenzara a correr tan pronto como su vida estuviera en peligro. Cuando los soldados pakistaníes tenían ventaja, él corre, pero se da cuenta de que Bala se quedó atrás. Regresa, pero cada vez que regresa, encuentra a otro soldado herido y le pide ayuda. También salva a un comandante pakistaní, sin saber que era el enemigo. No pudo salvar a Bala, dejándolo con el corazón roto, pero el gobierno indio le otorga una medalla por salvar a cinco soldados.
Rupa nunca respondió a las cartas que le envió Laal. Se había convertido en la amante de un gánster que se aprovechó de ella y le mintió sobre el cumplimiento de sus sueños (se hacen paralelismos con la controvertida relación del infame gánster Abu Salem y Monica Bedi ). Laal va a su encuentro y ve que el gánster la abofetea; Laal responde enojado golpeándolo. Laal dice que ama a Rupa, pero ella le dice que no tienen futuro juntos y que debería olvidarla. Laal ve de repente a Mohammed Paaji, el comandante paquistaní que había salvado durante la guerra. Se había escapado del hospital antes de que nadie pudiera conocer su verdadera identidad y desde entonces vive solo y usa una silla de ruedas. Los dos entablan una amistad y Mohammed lo ama por su pureza e inocencia, sintiéndose también culpable de sus violentos actos de terrorismo.
Laal finalmente inicia el negocio de la ropa interior, pero no sabe cómo comercializar su producto. Entonces, Mohammed Paaji se une al equipo. Mohammed da la idea de que si la marca lleva el nombre de una niña, entonces tal vez sus ventas aumentarían. Laal solo conocía a una chica, por lo que cambia el nombre de su empresa a Rupa (una referencia a la empresa de géneros de punto del mismo nombre). Las ventas comienzan a crecer, y pronto la empresa vendía ropa interior a toda la India, lo que convirtió a Laal y Mohammed en empresarios exitosos. Mohammed invierte dinero en la Bolsa de Valores de Bombay, lo que Laal cree que es "una especie de establo" y se enriquecen aún más. Después de un tiempo, Mohammed regresa a su país y abre una escuela para niños. Laal da la mitad de sus ganancias a la familia de Bala por haber inspirado el negocio de la ropa interior. La madre de Laal también fallece de cáncer, dejándolo solo.
Laal dedica su tiempo a cuidar la tierra que le dejó su madre. Rupa regresa para quedarse con él. Ella corresponde a sus sentimientos y los dos hacen el amor. Algún tiempo después, la policía llega y arresta a Rupa, ya que tenía vínculos con el inframundo, y se la lleva, sin que Laal lo sepa. Ella es enviada a prisión por seis meses. Laal tiene el corazón roto y decide salir a correr "sin ningún motivo en particular". Participa en un maratón de campo traviesa durante más de cuatro años. La gente piensa que podría estar corriendo por algún gran propósito, y los medios comienzan a cubrir su viaje. Su carrera cubre casi cada centímetro del país. Después de años de correr, de repente se detiene. Mucha gente había comenzado a correr con él, pensando que estaba corriendo por algún gran propósito. Le preguntan por qué se detuvo, esperando una respuesta filosófica. Laal dice que está cansado y que solo quiere volver a casa.
Al llegar a casa, Laal vuelve a llevar turbante después de muchos años. Le sorprende gratamente saber que Rupa le ha escrito muchas cartas. Él les dice a sus compañeros de viaje en el tren que Rupa había cumplido su condena y ahora vive en Chandigarh, y que se reunirá con ella. Laal se reúne con Rupa y descubre que él es el padre de su hijo llamado Aman. Laal está abrumado por la emoción y los dos se casan. Rupa muere algún tiempo después debido a una enfermedad. Laal cuida de Aman y lo lleva a la misma escuela a la que asistió, pensando que su vida había cerrado el círculo.

## Reparto
- Aamir Khan como Laal Singh Chaddha
  - Ahmad Ibn Umar como Laal joven[9]
- Kareena Kapoor como Rupa D'Souza,  interés amoroso de Laal y futura esposa
  - Hafsa Ashraf como Rupa joven[10]
- Naga Chaitanya como Balaraju "Bala" Bodi,  colega de Laal en el ejército indio y su buen amigo
- Mona Singh como Gurpreet Kaur Chaddha, madre de Laal
- Rohaan Singh como Aman Chaddha, hijo de Laal
- Manav Vij como Mohammed Bhai, un comandante del ejército de Pakistán que se hace amigo de Laal y es conocido como Mohammed Paji.
- Aaryaa Sharma[11] como la pasajera sentada frente a Laal en el tren
- Arun Bali como anciano en tren
- Jagat Rawat como padre de la escuela
- Yuri Suri como oficial al mando
- Shah Rukh Khan como él mismo (aparición especial)[12]
- Kamini Kaushal (aparición especial) como la anciana sij sentada con el anciano sij en el tren
- Gitikka Ganju Dhar como Manjeet Kaur, la tía de Laal[13]
- Harry Parmar como Abbas Haji, el novio de Rupa[14]
- Guneet Singh Sodhi como Harry, el novio de Rupa
- Syed Ashraf Karim como Chota Shakeel

## Producción

### Desarrollo
En agosto de 2018, Khan anunció que había comprado los derechos de adaptación del drama estadounidense de 1994 Forrest Gump, de Paramount Pictures, que produjo la película, y también sugirió que interpretará el papel principal en esta película. El 14 de marzo de 2019, coincidiendo con su 54 cumpleaños, Khan anunció oficialmente el proyecto que se ha llamado Laal Singh Chaddha, con su exesposa Kiran Rao coproduciendo la película. Advait Chandan, quien anteriormente dirigió Khan's Secret Superstar (2017), firmó para dirigir la nueva versión.
Kulkarni, quien también trabajó con Khan en Rang De Basanti (2006), escribió la adaptación al hindi del original. En una entrevista con Bollywood Hungama, Kulkarni dijo: "Escribí el guión hace diez años, pero Aamir se tomó un par de años porque no creía que yo debía haber escrito un buen guión. Así que no quería lastimarme. Después de unos años, escuchó el guión y en 30 segundos dijo: voy a hacer la película". Kulkarni también dijo que tomó más de siete años obtener los derechos de remake de los creadores del original (Paramount), ya que la película se basa únicamente en el original. Una vez que el estudio confirmó con Radhika Chaudhari que los derechos estaban disponibles, Khan viajó a Los Ángeles en febrero de 2018 y se reunió con los directores del estudio junto con Radhika Chaudhari y comenzó el proceso de adquisición.

### Casting
Mukesh Chhabra fue asignado como director de casting de la película. Aamir Khan interpretando al personaje principal, se confirmó que Kareena Kapoor interpretaría el papel principal femenino en junio de 2019, emparejándose así con Khan por tercera vez después de 3 Idiots (2009) y Talaash: The Answer Lies Within (2012). Manushi Chhillar fue la primera opción para la actriz principal, pero ya firmó un contrato con Yash Raj Films . En agosto de 2019, Vijay Sethupathi firmó junto con Khan, sin embargo, luego optó por no participar debido a otros compromisos. En septiembre de 2019, se le acercó a Yogi Babu para que desempeñara un papel fundamental. En noviembre de 2019, Mona Singh, que también protagonizó 3 idiotas de Khan, también fue elegida para el papel fundamental. Aamir Khan perdió 20 kilogramos para la versión más joven de su papel en la película. En mayo de 2021, se confirmó que Naga Chaitanya formaría parte del elenco, haciendo su debut en Bollywood .

### Rodaje
Si bien se esperaba que la fotografía principal de la película comenzara en octubre de 2019, Khan y su equipo buscaron el lugar en abril de 2019, en Dharmasala durante cinco días.
Según los informes , Laal Singh Chaddha se filma en más de 100 lugares de la India. La fotografía principal de la película comenzó el 31 de octubre de 2019, con una toma muhurat realizada por la madre de Khan, Zeenat Hussain. El primer programa tuvo lugar en Chandigarh, el 1 de noviembre y se completó en 21 días. Las imágenes de Khan y Kapoor de los sets se filtraron a Internet, y la apariencia de Khan con una barba espesa y un turbante se volvió viral. Una canción romántica con Aamir Khan y Kareena Kapoor fue filmada en Chandigarh el 28 de noviembre de 2019.
El segundo calendario se puso en marcha en Kolkata el 5 de diciembre de 2019.  Aamir Khan y su equipo volaron a Kerala en la segunda semana de diciembre, donde las fotos de Khan del rodaje de Thekkumbhagam, Changanassery y Kappil se volvieron virales. Khan completó el segundo programa el 19 de diciembre de 2019. e inició el tercer programa el 21 de diciembre de 2019, y el rodaje tuvo lugar en Jaisalmer, Goa y Himachal Pradesh . El tercer programa se completó el 12 de febrero de 2020, y Khan se dirigió a Chandigarh para su próximo programa. El equipo concluyó la última etapa del rodaje el 6 de marzo de 2020.  El elenco y el equipo volaron de regreso para filmar en Punjab el 16 de marzo de 2020, antes de que la producción de la película se detuviera debido a la pandemia de COVID-19 en India .
Aamir Khan canceló el calendario de Ladakh el 6 de julio, debido al enfrentamiento entre India y China a lo largo del valle de Galwan . Más tarde, debido a las dificultades para rodar la película en la India, Aamir decidió reanudar el rodaje de la película en Turquía, para el reconocimiento del nuevo rodaje.  El 7 de septiembre de 2020, Aamir Khan reanudó el rodaje de la película en Mumbai, con las medidas y pautas de seguridad instruidas por el gobierno. El 27 de septiembre de 2020, Aamir y su equipo volaron a Delhi para filmar algunas partes, y las imágenes con su versión más joven se volvieron virales. Algunas escenas se rodaron en el Hotel Centaur de Delhi el 7 de octubre de 2020. Kareena Kapoor terminó sus porciones el 15 de octubre de 2020.
Khan sufrió una lesión en las costillas mientras filmaba una secuencia de acción, pero asegurándose de que no hubiera retrasos en la filmación, el actor tomó algunos analgésicos y trató de calmar su lesión por el momento y continuó trabajando porque sabía que había arreglos especiales. hecho para el programa de rodaje. Anteriormente, mientras filmaba una secuencia de carrera importante, Aamir Khan había sufrido un esfuerzo físico extremo debido a la carrera constante. El actor filmó algunas secuencias en un complejo deportivo ubicado en Noida el 28 de octubre de 2020.
En julio de 2021, Aamir Khan y su equipo volaron a Ladakh, donde pasaron un mes y filmaron secuencias de guerra. Después de cerrar el calendario de Ladakh, el equipo llegó a Srinagar en la primera semana de agosto. En Srinagar, el rodaje de la película se llevó a cabo en varios lugares, algunas secuencias importantes se rodaron en Delhi Public School Srinagar (DPS),  Amar Singh College y Boulevard Road cerca de Dal Lake . Durante el tiroteo en las instalaciones de DPS, una estudiante con discapacidad visual de 12 años, Zainab Bilal, también conocida como RJ Zainab, entrevistó a Aamir Khan para la estación de radio interna de la escuela, Radio DPS. Chaitanya se unió a la producción en julio de 2021 y terminó de filmar sus partes en agosto de 2021.
Aamir Khan, Kareena Kapoor Khan y Prakash Vaghasiya fueron vistos reanudando el rodaje de la película en Mumbai el 13 de septiembre. Después de terminar partes juntos el año pasado, los dos se reunieron para una sesión de patchwork en Andheri. La película terminó el 16 de septiembre de 2021.

### Marketing
El avance de la película se lanzó en la final de la Premier League india de 2022 el 29 de mayo.

## Bandas sonora
La banda sonora de la película está compuesta por Tanuj Tiku, mientras que las canciones originales que aparecen en la película están compuestas por Pritam, en su tercera colaboración con Aamir Khan después de Dhoom 3 (2013) y Dangal (2016), y las letras de las canciones están escritas por Amitabh Bhattacharya.
La sesión de debate musical se llevó a cabo en Khan's Panchgani House en agosto de 2019, con el compositor Pritam y el letrista Bhattacharya, trabajando en la música de la película.  La canción principal de Laal Singh Chaddha, que aparecía en el póster en movimiento,  fue grabada por Mohan Kannan de la banda Agnee en enero de 2020.  Inicialmente, el cantante no sabía que estaba cantando para la película de Aamir, a quien "le encantó" la canción, le dijo una persona del estudio de grabación. Mencionó en el artículo que el letrista Amitabh Bhattacharya ha escrito una canción "de oro" y ha "resumido toda la historia" maravillosamente. Sonu Nigam en su página oficial de YouTube el 13 de enero de 2022 mencionó que acababa de completar una grabación de una canción "muy hermosa" y "maravillosamente escrita" que tardó unas 5 horas en grabarse. La primera canción de la película Kahani se estrenó el 28 de abril de 2022. La canción de Sonu Nigam, Main Ki Karaan, fue lanzada el 12 de mayo de 2022. Una canción cantada por Arijit Singh, Phir Na Aisi Raat Aayegi, lanzada el 24 de junio de 2022. La cuarta canción, Tur Kalleyan, tomó más de 6 semanas de rodaje y se rodó en varios lugares de la India. La canción fue lanzada el 15 de julio de 2022. El 18 de julio de 2022 se lanzó una segunda versión de Kahani, cantada por Sonu Nigam Tere Hawaale, un dúo cantado por Arijit Singh y Shilpa Rao, fue lanzado el 4 de agosto de 2022.
Las canciones Kahani y Tur Kalleyan se volvieron a grabar en los idiomas tamil y telugu antes del lanzamiento de la película en ambos idiomas respectivamente. Las letras en tamil han sido escritas por Muthamil y las letras en telugu por Bhaskarabhatla .
| Track listing (Hindi) |                            |                                               |          |  |
| N.º                   | Título                     | Singer(s)                                     | Duración |  |
| 1.                    | «Kahani»                   | Mohan Kannan                                  | 3:28     |  |
| 2.                    | «Main Ki Karaan?»          | Sonu Nigam, Romy                              | 4:14     |  |
| 3.                    | «Phir Na Aisi Raat Aayegi» | Arijit Singh                                  | 4:43     |  |
| 4.                    | «Tur Kalleyan»             | Arijit Singh, Shadaab Faridi, Altamash Faridi | 5:38     |  |
| 5.                    | «Kahani (Sonu's Version)»  | Sonu Nigam                                    | 4:58     |  |
| 6.                    | «Tere Hawaale»             | Arijit Singh, Shilpa Rao                      | 5:46     |  |

Todas las canciones escritas y compuestas por Muthamil. 
| Track listing (Tamil) |                           |                                                   |          |  |
| N.º                   | Título                    | Singer(s)                                         | Duración |  |
| 1.                    | «Kahani» (Tamil)          | Mohan Kannan                                      | 5:00     |  |
| 2.                    | «Tur Kalleyan» (Tamil)    | Sreerama Chandra, Shadaab Faridi, Altamash Faridi | 5:38     |  |
| 3.                    | «Main Ki Karaan?» (Tamil) | Sonu Nigam, Romy                                  | 4:15     |  |

Todas las canciones escritas y compuestas por Bhaskarabhatla. 
| Track listing (Telugu) |                            |                                                   |          |  |
| N.º                    | Título                     | Singer(s)                                         | Duración |  |
| 1.                     | «Kahani» (Telugu)          | Mohan Kannan                                      | 5:00     |  |
| 2.                     | «Tur Kalleyan» (Telugu)    | Sreerama Chandra, Shadaab Faridi, Altamash Faridi | 5:38     |  |
| 3.                     | «Main Ki Karaan?» (Telugu) | Sonu Nigam, Romy                                  | 4:15     |  |

### Recepción de música
Pinkvilla, al revisar la canción "Kahani", declaró que "La canción de 2 minutos te lleva al mundo de Laal Singh Chaddha, que es inocente, conmovedor y se trata de crear hermosos recuerdos". The Indian Express declaró que "El estado de ánimo y los sabores de Laal Singh Chaddha están bellamente empaquetados en su última canción "Kahani". Hindustan Times, al revisar la pista "Tur Kalleyan", declaró que "La canción captura la belleza de elevarse por encima de todo lo demás y caminar solo".

## Lanzamiento

### Teatro
Laal Singh Chaddha se lanzó el 11 de agosto de 2022 junto con versiones dobladas en tamil y telugu. Anteriormente, se anunció su lanzamiento el 25 de diciembre de 2020, coincidiendo con la Navidad . Sin embargo, debido a la interrupción de la producción debido a la pandemia de COVID-19 en India, el lanzamiento se retrasó un año hasta el 24 de diciembre de 2021, con el objetivo de celebrar el fin de semana de Navidad. Más tarde se reprogramó para lanzarse el 11 de febrero y luego el 14 de abril de 2022, sin embargo, se pospuso.  La Motion Picture Association otorgó a la película una calificación PG-13 por "algún contenido violento, elementos temáticos y material sugerente".

### Distribución
La película fue distribuida en India por Viacom18 Studios, mientras que la distribución internacional de la película fue realizada por Paramount Pictures.  Geetha Arts adquirió los derechos en telugu para la región de Andhra Pradesh y Telangana de la película.  Los derechos teatrales de Tamil Nadu son adquiridos por Red Giant Movies .

### Medios
Los derechos de distribución digital fueron adquiridos inicialmente por Netflix a un costo de ₹ 150 millones de rupias.  Sin embargo, tras el catastrófico desempeño de la película, Netflix canceló el trato. Netflix había ofrecido inicialmente una cifra de alrededor de 80 a 90 millones de ₹ . Netflix finalmente ofreció una oferta de ₹ 50 millones de rupias. La película se transmitió digitalmente en Netflix desde el 6 de octubre de 2022 en hindi y versiones dobladas de los idiomas tamil y telugu. Tras su estreno, la película se ubicó entre las 10 mejores en 13 países en su primera semana en Netflix, la película terminó en segundo lugar en la lista global de películas no inglesas, con más de 6,6 millones de horas vistas.

## Recepción

### Respuesta crítica
On the review aggregator website Rotten Tomatoes, 65% of 34 critics' reviews are positive, with an average rating of 6.8/10. The website's consensus reads, "It's indebted to its source material to the point of creative poverty, but Laal Singh Chaddha is also such an amiable retelling that it's difficult to dislike."

#### India
Laal Singh Chaddha recibió críticas mixtas a positivas de la crítica y el público. Devesh Sharma de Filmfare calificó la película con 4 de 5 estrellas y escribió: "Atul y Advait han invertido más en la historia que en la historia. Como resultado, este tiene un mejor núcleo emocional que el original".  Sonil Dedhia de News 18 calificó la película con 4 de 5 estrellas y escribió " Laal Singh Chaddha de Aamir Khan es una película que lidia hábilmente con el pesimismo del mundo, pero se maneja de una manera madura".  Renuka Vyavahare de The Times Of India calificó la película con 3,5 de 5 estrellas y escribió: "LSC se aferra a los viejos valores que la hacen digna de una salida familiar. Recordarás particularmente un cameo crepitante de Shah Rukh Khan ".  Stutee Ghosh de The Quint calificó la película con 3,5 de 5 estrellas y escribió: " Laal Singh Chaddha se compone de muchos momentos memorables y conmovedores. Dice mucho que nos dejará sonrientes o con los ojos húmedos".  Sukanya Verma de Rediff calificó la película con 3.5 de 5 estrellas y escribió " Laal Singh Chaddha no decepciona a su fuente. Y reemplazar una caja de chocolates con un kit de gol gappe listo para comer es geeeenius, como diría el Ustad de Laal".  Sanchita Jhunjhunwala de Zoom calificó la película con 3,5 de 5 estrellas y escribió: "La película te deja con los ojos llorosos, aunque no te hace llorar, y eso, creemos, hace que sea un trabajo bien hecho por todo el equipo". .  Avinash Lohana de Pinkvilla calificó la película con 3 de 5 estrellas y escribió "Aamir Khan y su equipo logran estar a la altura del original y presentar un reloj entretenido". Nairita Mukherjee de India Today calificó la película con 3 de 5 estrellas y escribió: "En su mayor parte, Laal Singh Chaddha del director Advait Chandan permanece fiel al material original".
Nandini Ramnath de Scroll.in calificó la película con 3 de 5 estrellas y escribió: "Excepto por algunos cambios cruciales, la película es fiel al ritmo de su material original".  Rohit Bhatnagar de The Free Press Journal calificó la película con 3 de 5 estrellas y escribió: "La película es demasiado larga, pero el cameo de Shah Rukh Khan lo compensará". Sushri Sahu de Mashable calificó la película con 3 de 5 estrellas y escribió "Laal Singh Chaddha merece un reloj solo por su cameo especial". Mugdha Kapoor de DNA India calificó la película con 3 de 5 estrellas y escribió " Laal Singh Chaddha ha hecho un valiente esfuerzo para transmitir un mensaje de perdón, optimismo y compasión". Saibal Chatterjee de NDTV calificó la película con 3 de 5 estrellas y escribió: "Un Aamir Khan envejecido pone todo lo que tiene en el papel y se le ocurre un tonto que es maravillosamente adorable". Anna MM Vetticad de Firstpost calificó la película con 2,5 de 5 estrellas y escribió: " Laal Singh Chaddha debe valerse por sí misma sin comparaciones, ya que la verá en 2022 toda una generación de espectadores para quienes Forrest Gump no es una referencia cultural que evoca nostalgia". Shubhra Gupta de The Indian Express calificó la película con 2 de 5 estrellas y escribió: "El problema no es solo el ritmo de la película. También es, central y crucialmente, el propio Sardar Laal Singh Chaddha, interpretado por Aamir Khan". Un crítico de Bollywood Hungama calificó la película con 2 de 5 estrellas y escribió: "A pesar de las buenas actuaciones y los momentos encantadores, la duración excesiva y el ritmo lento van en contra de Laal Singh Chaddha " 

#### Internacional
Laal Singh Chaddha recibió críticas mixtas de la crítica y el público internacionales. Proma Khosla de Indie Wire calificó la película con 3,5 de 5 estrellas y escribió "Kulkarni y Chandan merecen una caja entera de gol gappe". Mike McCahill de The Guardian calificó la película con 3 de 5 estrellas y escribió: "El director Advait Chandan es demasiado literal en su adaptación del clásico de los 90, pero encuentra una calidez y honestidad política de la que carece el original". Witney Seibold de Slash Film calificó la película con 7 de 10 estrellas y escribió: "A pesar de lo cursi que es, Laal Singh Chaddha es inesperadamente fascinante". Carlos Aguilar de The Wrap declaró: "El escenario y el lenguaje han cambiado, pero la historia todavía cree que está siendo edificante sobre lo neuroatípico incluso cuando golpea". Siddhant Adlakha de Joy Sauce declaró: " Laal Singh Chaddha es una adaptación efectiva que no solo localiza los detalles de Forrest Gump, sino que traduce su relación con su entorno, cambiando la autoproclamada paz y prosperidad de los años 90 en Estados Unidos por una más volátil y nacionalista". clima de la India moderna, donde la imagen que el país tiene de sí mismo permanece en constante cambio". Nicolas Rapold de The New York Times comentó que "los encantos de la película están limitados por lo que parece una presunción mimosa". .

### Política
Los nacionalistas hindúes hicieron campaña para boicotear la película con hashtags de Twitter, antes del estreno de la película. Abundan los artículos en la red en los que se dice que Amir Khan utiliza continuamente sus películas para insultar a los dioses hindúes y mostrar a los hindúes en general de forma negativa frente a otras comunidades minoritarias de la India. Un famoso periodista musulmán de Bangladés incluso llegó a decir que si Amir Khan hubiera cometido tales actos en un país musulmán, lo habrían ahorcado sin dudarlo, elogiando el nivel de tolerancia en la India El boicot fue una reacción a los comentarios de Aamir Khan. en 2015 sobre la "intolerancia creciente" en India, su película PK de 2014 que ofendió a los nacionalistas hindúes y su reunión de 2017 con el presidente de Turquía , Recep Tayyip Erdoğan, quien había criticado las muertes de musulmanes en los disturbios de Delhi. 
Khan dijo que estaba "desconsolado" después de ver esta tendencia y pidió a la gente que viera su película.  Hubo opiniones encontradas sobre si el bajo rendimiento de la película se debió a la tendencia de boicot, contenido insatisfactorio o un momento de estreno inadecuado. 

### Recaudación en taquilla
Laal Singh Chaddha ganó ₹ 11,70 crores en la taquilla nacional el día de su estreno. El segundo día, la película recaudó ₹ 7,26 millones de rupias. El tercer día, la película recaudó ₹ 9 millones de rupias. En el cuarto día, la película recaudó ₹ 10 millones de rupias, lo que llevó una recaudación nacional total de fin de semana a ₹ 37,96 millones de rupias. 
A 2022  de agosto del  22, the film grossed ₹69.92 crore (US$8.8 million) in India and ₹59.72 crore (US$7.5 million) overseas, for a worldwide gross collection of ₹129.64 crore (US$16 million). It also became the highest-grossing Hindi film of 2022 at international box office, earning more than Gangubai Kathiawadi and The Kashmir Files.